# Gran Premi d'Espanya de Motocròs 250cc 1974
L'edició de 1974 del Gran Premi d'Espanya de Motocròs 250cc fou la 13a d'aquesta prova. Organitzat per la Penya Motorista 10 x Hora, el Gran Premi era la primera prova del Campionat del Món d'aquell any i tingué lloc el cap de setmana del 6 i 7 d'abril al Circuit del Vallès, en terrenys de l'antiga Mancomunitat Sabadell-Terrassa (actualment dins el terme municipal de Terrassa). Hi participaren 44 pilots de 16 països diferents (quatre dels quals catalans) i hi assistiren 30.000 espectadors.
A causa de les pluges recents, el circuit del Vallès presentava un aspecte d'allò més enfangat (per bé que no tant com a l'edició de 1972, per exemple). En aquest difícil escenari, el nou número u de Montesa Raymond Boven, a només 20 anys, guanyà la primera mànega contra tot pronòstic. A la segona, però, hagué d'abandonar en tenir problemes mecànics.

## Curses

### Primera mànega
| Posició | Pilot            | Motocicleta |
| ------- | ---------------- | ----------- |
| 1       | Raymond Boven    | Montesa     |
| 2       | Pavel Rulev      | KTM         |
| 3       | Håkan Andersson  | Yamaha      |
| 4       | Guennady Moiseev | KTM         |
| 5       | Joël Robert      | Suzuki      |
| 6       | Harry Everts     | Puch        |
| 7       | Jim Pomeroy      | Bultaco     |
| 8       | Herbert Schmitz  | Puch        |
| 9       | Hans Maisch      | Maico       |
| 10      | Jaroslav Falta   | ČZ          |

### Segona mànega
| Posició | Pilot            | Motocicleta |
| ------- | ---------------- | ----------- |
| 1       | Guennady Moiseev | KTM         |
| 2       | Harry Everts     | Puch        |
| 3       | Sylvain Geboers  | Suzuki      |
| 4       | Håkan Andersson  | Yamaha      |
| 5       | Hans Maisch      | Maico       |
| 6       | Pavel Rulev      | KTM         |
| 7       | Jaroslav Falta   | ČZ          |
| 8       | Vic Allan        | Bultaco     |
| 9       | Joël Robert      | Suzuki      |
| 10      | Jim Pomeroy      | Bultaco     |

## Classificació final
| Posició | Pilot            | Motocicleta | Punts |
| ------- | ---------------- | ----------- | ----- |
| 1       | Guennady Moiseev | KTM         | 5     |
| 2       | Håkan Andersson  | Yamaha      | 7     |
| 3       | Pavel Rulev      | KTM         | 8     |
| 4       | Harry Everts     | Puch        | 8     |
| 5       | Hans Maisch      | Maico       | 14    |
| 6       | Joël Robert      | Suzuki      | 14    |
| 7       | Jim Pomeroy      | Bultaco     | 17    |
| 8       | Jaroslav Falta   | ČZ          | 17    |
| 9       | Sylvain Geboers  | Suzuki      | 18    |
| 10      | Vic Allan        | Bultaco     | 20    |